# フェランテ1世・ゴンザーガ

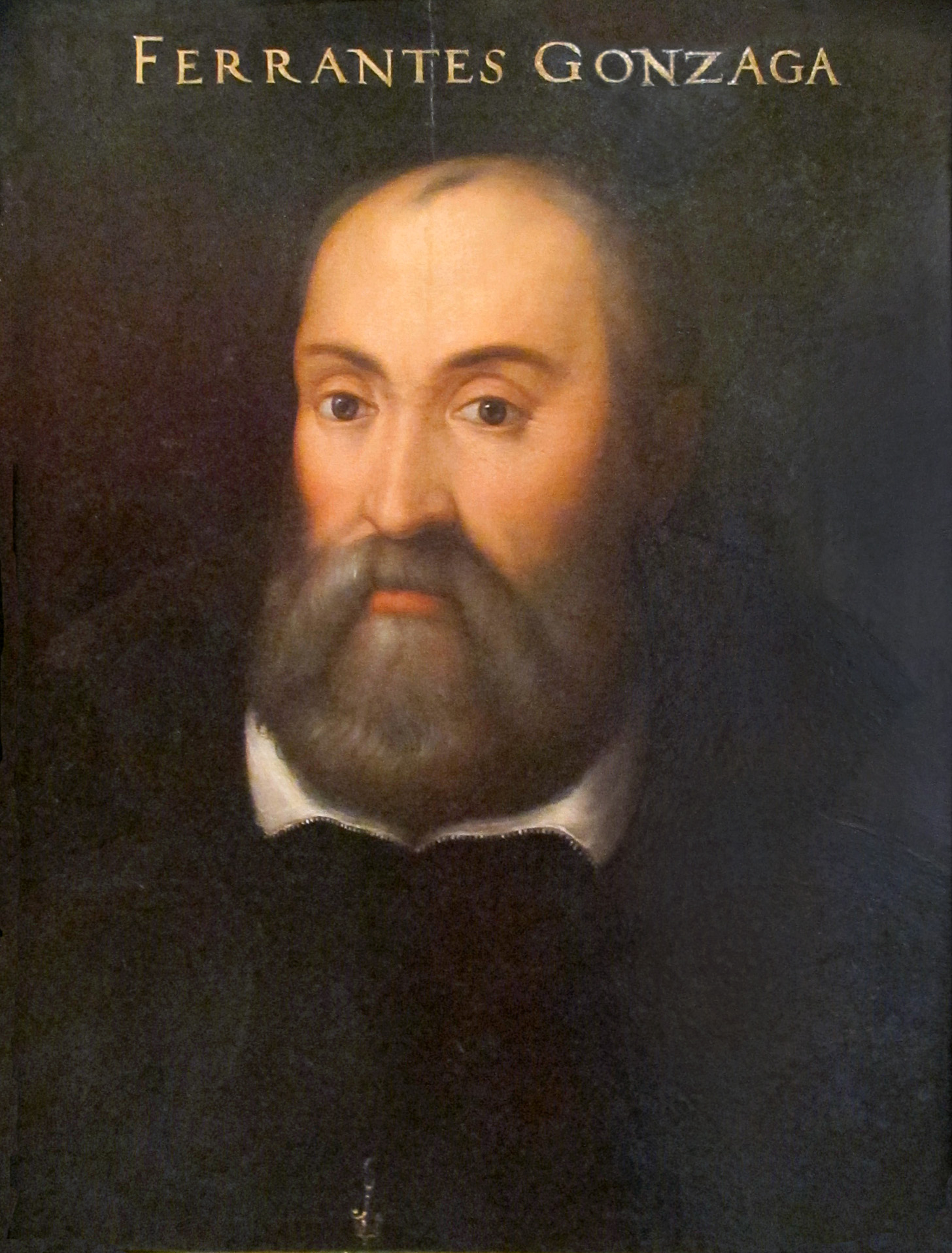
フェランテ肖像、C・デッラルティッシモ画、1568年以前

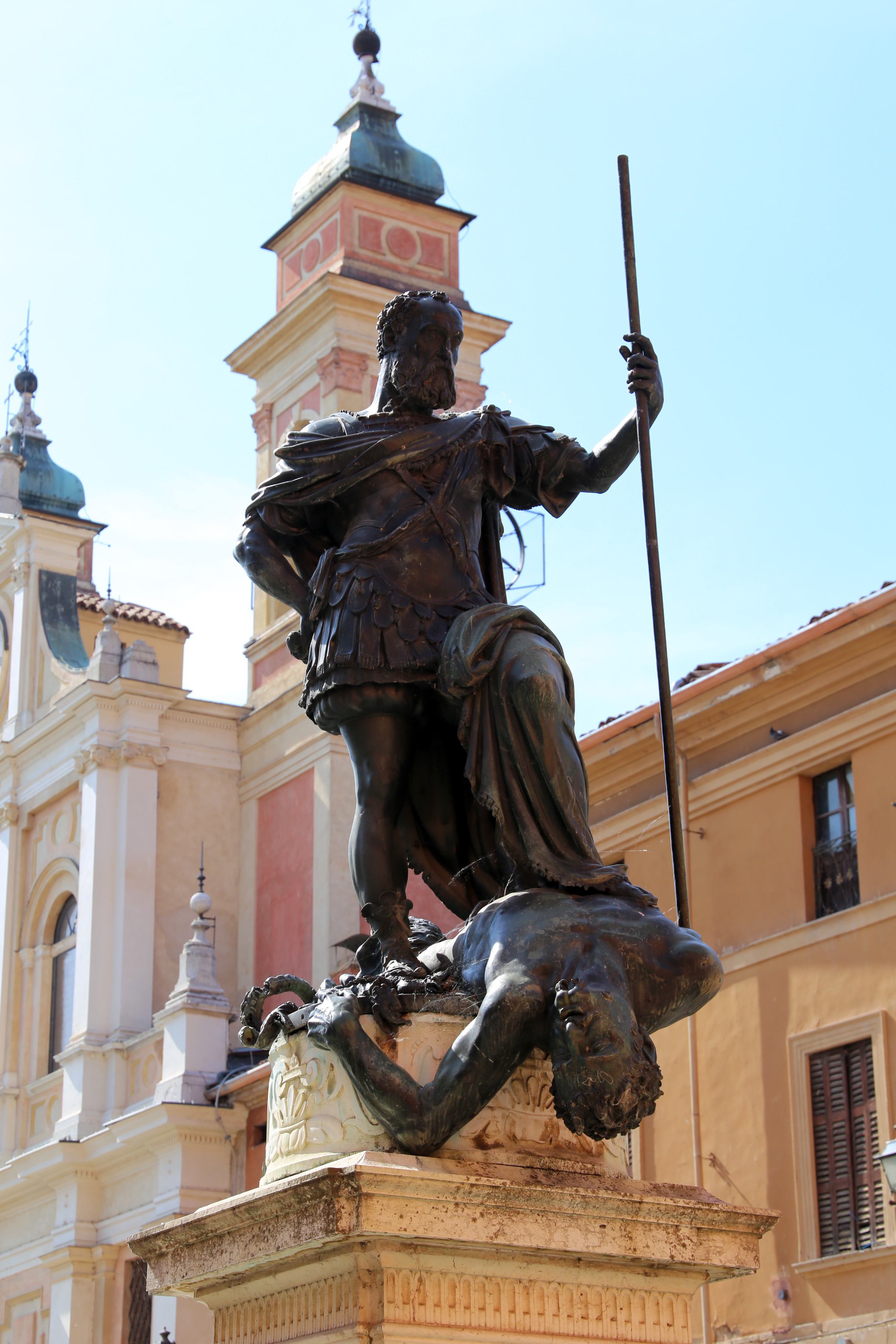
七罪源の1つ「嫉妬」をねじ伏せるフェランテ、グアスタッラ市街ゴンザーガ広場（Piazza Gonzaga）に建立、レオーネ・レオーニ作、1594年

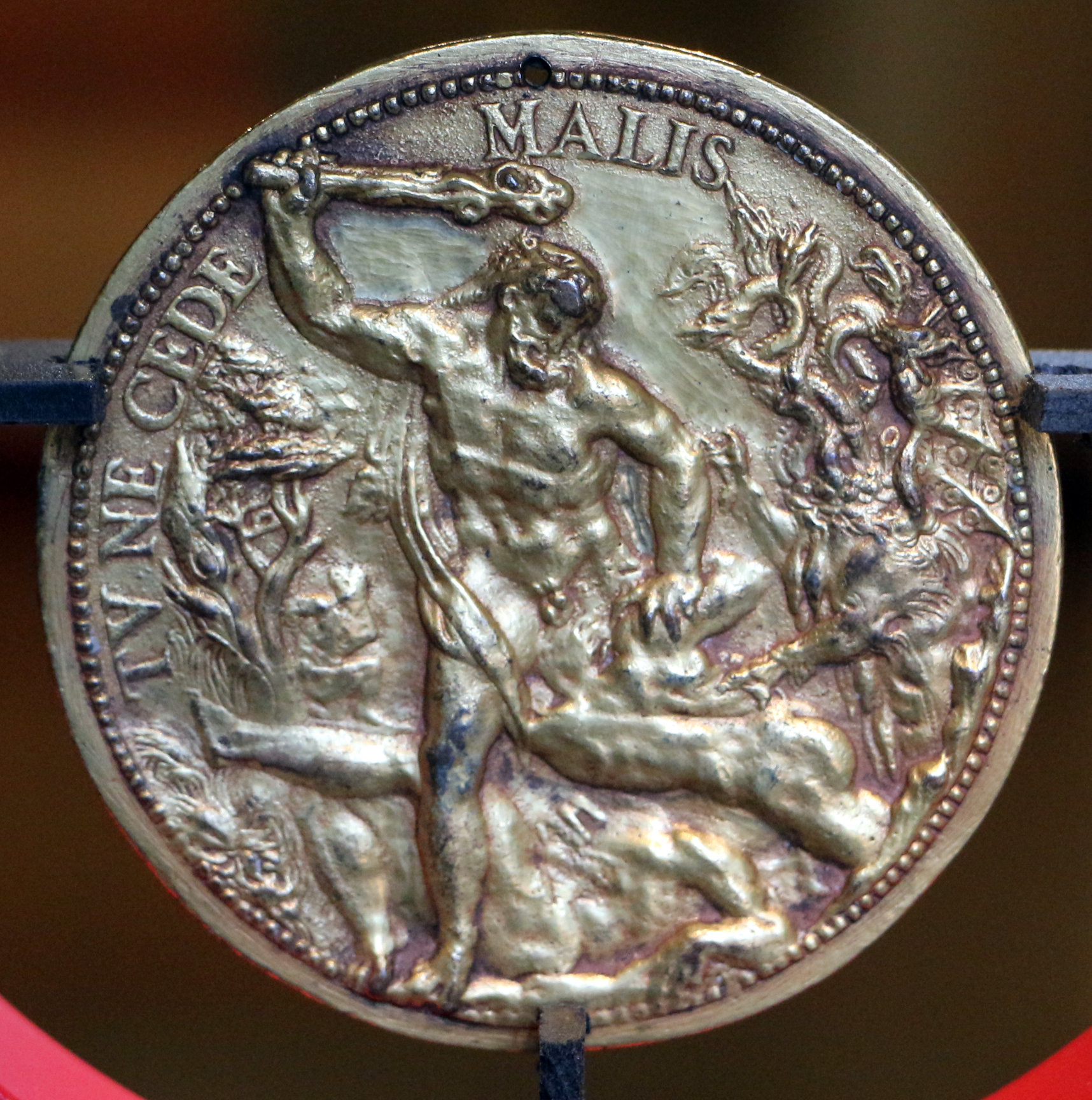
レオーネ・レオーニが彫ったフェランテのメダルの裏側、1555年

フェランテ（フェランド）1世・ゴンザーガ（Ferrante(Ferrando) I Gonzaga, conte di Guastalla e principe di Molfetta, 1507年1月28日 マントヴァ - 1557年11月15日 ブリュッセル）は、イタリアの諸侯ゴンザーガ家出身の傭兵隊長（コンドッティエーレ）、芸術後援者。グアスタッラ伯、モルフェッタ公。神聖ローマ皇帝（ハプスブルク君主国）の下で、シチリア副王（在任1535 - 1546年）、ミラノ公領総督（在任1546年 - 1555年）を歴任した。

## 生涯
マントヴァ侯フランチェスコ2世と、その妻でルネサンス文化の庇護者として名高いイザベッラ・デステとの間の第7子・三男。1523年、16歳でスペイン宮廷に赴き、皇帝カール5世に小姓として仕え、以後終生カール5世の忠実な家臣となった。1531年金羊毛騎士団騎士に叙任される。
1527年5月のローマ劫掠に参加し、1530年カール5世のボローニャでの戴冠式にも参列した。1527年のブルボン公爵の死後、皇帝軍のイタリア方面軍司令官となった。ロートレック卿率いるフランス軍の攻撃からナポリを防衛することに成功した。またフィレンツェ共和国のメディチ家を降伏させ、これに恐れをなした同家の教皇クレメンス7世は、フェランテを教皇領の一部ベネヴェント公領総督に任命した。その後も皇帝の命令により、3000名の騎兵からなる分遣隊を率いてチュニス遠征（1535年）やアルジェ遠征（1541年）を行った。
1535年、皇帝によってシチリア副王に任じられ、在任中、メッシーナ海峡防衛のため自分の家名を冠したゴンザーガ要塞を建設させた。1543年には皇帝に従ってドイツでの軍事行動に参加、クレピー条約締結まで戦闘に従事した。同条約の交渉のため、イングランド王ヘンリー8世の宮廷に皇帝使節として赴いた。1546年よりミラノ総督に転じ、第六次イタリア戦争ではパルマ公国でのフランス軍との戦闘を指揮した。
1529年、裕福な女子相続人イザベッラ・ディ・カプアとの結婚により、モルフェッタ及びジョヴィナッツォを相続し、ナポリ王国有数の大領主の1人となった。さらに1539年、マントヴァの対岸にあるポー川左岸地帯のグアスタッラ伯領を、後継者のいないグアスタッラ女伯ルドヴィーカ・トレッリから2万2280スクーディで購入した。同伯領は非常に小規模ながら神聖ローマ帝国の構成邦の1つであったため、フェランテは領邦君主の格を得ることになり。その地位を高めた。またグアスタッラは、皇帝がエステ家からの没収を企図していたフェラーラ公国に隣接していたため、フェランテのグアスタッラ獲得は皇帝のイタリア政策での戦略上も好都合であった。
ルネサンス期のゴンザーガ家一族の例にもれず、芸術の後援者となった。ミラノ総督就任直後、ミラノ市内に別荘ヴィラ・グアルティエーラを購入し、ドメニコ・ジュンティに依頼して大規模な改築を行わせた。
また彫刻家・メダル彫金師レオーネ・レオーニの初期の後援者となり、1555年に自分の横顔を刻んだメダルを造らせた。ちょうどフェランテはこの頃、自分の身に降りかかった公金横領と汚職の疑いを晴らしたばかりであり、メダルの裏側にはその潔白を仄めかして、ヘラクレスがネメアーの獅子に棍棒を振り上げる場面が描かれ、その周りには「困難に屈せず」という『アエネーイス』の一節が銘として刻まれた。
タペストリー制作の注文主ともなり、1544年ブリュッセルの職人ヤン・バウドイン（Jan Baudoyn）に『戦争の果実（Fructus Belli）』と題された連作を作らせ、その後も『プッティ』と名付けた前者よりも小規模な連作を注文している。
1557年8月のサン・カンタンの戦いを指揮した際に落馬が原因で四肢麻痺となり、3か月後の11月に滞在地ブリュッセルで客死した。遺骸は郷里まで輸送され、マントヴァ大聖堂の聖具室に安置された。1564年、長男で後継者のチェーザレはレオーネ・レオーニに命じてグアスタッラ市街に亡父の記念像を建立させた。

## 子女
妻との間に11人の子をもうけ、ゴンザーガ家の分枝ゴンザーガ＝グアスタッラ家を創始した。
- アンナ（1531年生） - 夭折
- チェーザレ（1533年 - 1575年） - グアスタッラ伯
- イッポーリタ（イタリア語版）（1535年 - 1563年） - 1549年パリアーノ公世子ファブリツィオ・コロンナ（マルカントニオ2世・コロンナの兄）と初婚（1551年死別）、1554年モンドラゴーネ公アントーニオ・カラファと再婚
- フランチェスコ（英語版）（1538年 - 1566年） - 枢機卿
- アンドレア（イタリア語版）（1539年 - 1586年） - ナポリ貴族のアレッサーノ及びスペッキア侯爵
- ジャン・ヴィンチェンツォ（イタリア語版）（1540年 - 1591年） - 枢機卿
- エルコレ（1545年 - 1549年）
- オッターヴィオ（イタリア語版）（1543年 - 1583年） - チェルチェマッジョーレ領主
- フィリッポ（夭折）
- ジェローラマ（夭折）
- マリーア（夭折）

## 引用・脚注
1. ↑  “Castel Gonzaga” (イタリア語). Comune di Messina. 2015年8月18日閲覧。
2. ↑  Spanish Chronicle, xxiii
3. ↑  "Ludovica Torelli", Dizionario Biografico
4. ↑  E. Heydenreich and W. Lotz, Architecture in Italy, 1400–1600 (Harmondsworth: Penguin) 1974:292-93;
5. ↑  Illustration
6. ↑  Clifford M. Brown, Guy Delmarcel and Robert S. Nelson, Tapestries for the Courts of Federico II, Ercole, and Ferrante Gonzaga 1522–63 (1996).
7. ↑  Artoni, Paola; Gollinelli Berto, Rosanna (2013). Sepolcri gonzagheschi. Mantova: Associazione per i monumenti domenicani. pp. 34–41. ISBN 9788890841507